# 松三糖
松三糖（Melezitose）為一種非還原三糖，可從數種樹的汁液中被萃取出來，如落葉松或是黃杉。松三糖可以部份被水解成葡萄糖和松二糖。（松二糖為蔗糖的同分異構體）
配合其他的生化檢驗方式，藉由是否利用松三糖，可辨認Klebsiella和Raoultella兩種不同屬的細菌。